# 이달현
이달현(1961년 ~ )은 KBS 예능본부의 프로듀서이다.

## 학력
- 안동고등학교
- 경북대학교

## 경력
- KBS 예능본부 프로듀서
- KBS 심의평가실 실장

## 연출한 프로그램
- 부부클리닉 사랑과 전쟁